# Орськ (аеропорт)
Міжнародний аеропорт «Орськ» (рос. Аэропорт Орск) (IATA: OSW, ICAO: UWOR) — міжнародний аеропорт федерального значення, розташований на околиці міста Орськ Оренбурзької області. Знаходиться за 17 км на південь від центральної частини міста Орська, поблизу державного кордону РФ.
Обслуговує населення Орсько-Новотроїцького промислового вузла з населенням понад 320 тисяч осіб, а також використовується жителями Актюбінської області Казахстану (відстань від Орська до Актобе по прямій становить 134 км).

## Загальні відомості
Штучна ЗПС побудована в 1987 році. У період її будівництва, з 1984 по 1987 роки, цивільні повітряні судна приймала військово-повітряна база Орськ-Первомайський.
У радянський період в аеропорту Орськ базувалася льотна ескадрилья зі складу Оренбурзького об'єднаного авіазагону. З 1990 року в ній експлуатувалися літаки Ан-24, а з 1991 року і Ту-134.
До 2012 року приводні радіостанції аеродрому Орськ при заході на посадку з південно-західного напрямку належали території Республіки Казахстан. Питання вирішено завдяки роботі демаркаційної комісії Росії та Казахстану: обидві країни обмінялися рівнозначними територіями.

## Історія[2]
- 1958 рік — у місті Орську організовано перший аеропорт з низкою літаків Ан-2 і Як-12.
- 1982 рік — розпочато будівництво нового аеропорту в Орську (на нинішньому місці) і реконструкція аеропортів місцевих повітряних ліній для приймання літаків Л-410.
- 1987 рік — введена в експлуатацію штучна ЗПС в аеропорту Орськ, що дозволила приймати літаки Ту-134.
- 1990 рік — пілоти Орська освоїли льотну експлуатацію літаків Ан-24.
- 1991 рік — пілоти Орська освоїли літаки Ту-134, розпочато виконання прямих рейсів Орськ — Москва.
- 1993 рік — реконструкція ЗПС в аеропорту Орськ, здійснено технічний рейс на літаку Ту-154.
- 2011 рік — ремонт штучної ЗПС, у зв'язку з чим регламент роботи аеропорту встановлено з 1 червня по 31 серпня 2011 року — з 15:00 до 03:00 UTC. Літаки 3 і 4 класу приймалися на ґрунтову ЗПС, вертольоти — на перон[3].

## Типиповітряних суден, які приймає аеродром
Ан-12, Ан-24, Ан-72, Іл-62, Іл-76, Л-410, Ту-134, Ту-154, Ту-204, Ту-214, Як-40, Як-42, Airbus A319, Airbus A320, Boeing 737 -300 (-400, -500, -700, -800), Bombardier CRJ 100/200, Embraer E-190, Sukhoi Superjet 100 і більш легкі, вертольоти всіх типів. Класифікаційне число ЗПС (PCN) 30/F/C/X/T.

## Авіакомпанії та напрямки, грудень 2020
| Авіакомпанія     | Пункт призначення  |
| ---------------- | ------------------ |
| Aeroflot         | Москва–Шереметьєво |
| Uktus Aircompany | Єкатеринбург       |